# ZAngband
ZAngband（ザングバンド）は、ローグライクゲームの一つ。自由ソフトウェアとして配布されている。

## 概要
ZAngbandは、『指輪物語』の世界観をベースとしているAngbandに、SF作家ロジャー・ゼラズニイの「真世界アンバー」シリーズの設定を加えたバリアントである。ZAngbandの「Z」はゼラズニイ(Zelazny)にちなむ。
システム面では、モンスター・アイテム・突然変異などを増加させたことや、Kangbandから荒野・新しい地形・固定クエストなどを導入したことにより、ゲームとしての面白みが増した。さらに、Oangbandの打撃戦闘システム「O-combat」を導入した結果、魔法職の打撃攻撃力低下・各職業の最大攻撃回数の減少・攻撃回数増加装備のレア化などがおこり、全般的にゲームバランスがよくなった。

## バリアント
ZAngbandから派生したバリアントには、原点に戻って再び指輪物語の世界観を強化したToMEや、真世界アンバーの要素の大部分をマイケル・ムアコックのエターナルチャンピオンシリーズに置きかえたGumbandのほか、国産のバリアントである『変愚蛮怒』・『簡単愚蛮怒』がある。うち、『変愚蛮怒』はパロディが多いことや、遊びやすく工夫されていることで知られている。